# Битка при Плаценция (194 пр.н.е.)
Битката при Плаценция (Placentia) се състои през 194 пр.н.е. между Римската република и боиите близо до днешена Пиаченца в Северна Италия. Завършва с победа на римляните.
Командир на римската войска е консулът на годината Тиберий Семпроний Лонг. Следващата битка против боиите е през 193 пр.н.е. при Мутина.